# Under the Pavement - The Beach
Under the Pavement - The Beach är ett studioalbum av det svenska bandet Deportees. Det släpptes i Sverige i mitten av 2009 och fick genomgående fina recensioner i media. På den svenska albumlistan nådde det som högst en 13:e plats.

## Låtlista
1. Turn Back Time
2. Under the Pavement - The Beach
3. Will You Talk (If I Listen)
4. When They Come
5. When I Feel Too Free
6. Tell It to Me Like You Told It to Them
7. Back to Nature
8. Wherever I Lay My Head Tonight
9. Ready for It
10. Out of Love
11. I Wanna Be in Your Gang
12. Nothing on Us

I juni 2009 gjorde bandet ett framträdande med två av låtarna från nya skivan i TV4 Nyhetsmorgon. 

## Listplaceringar
| Lista (2009) | Topplacering |
| ------------ | ------------ |
| Sverige      | 13           |